# (5109) Robertmiller
(5109) Robertmiller es un asteroide perteneciente al cinturón de asteroides, descubierto el 13 de septiembre de 1987 por Henri Debehogne desde el Observatorio de La Silla, Chile.

## Designación y nombre
Designado provisionalmente como 1987 RM1. Fue nombrado Robertmiller en honor al astrónomo estadounidense Robert J. Miller desempeñó su labor en el Observatorio Naval de los Estados Unidos desde el año 1972. Desde el año 1996 hasta su jubilación en el año 2006 trabajó en la Oficina del Almanaque Náutico.

## Características orbitales
Robertmiller está situado a una distancia media del Sol de 2,239 ua, pudiendo alejarse hasta 2,387 ua y acercarse hasta 2,092 ua. Su excentricidad es 0,065 y la inclinación orbital 3,575 grados. Emplea 1224,41 días en completar una órbita alrededor del Sol.

## Características físicas
La magnitud absoluta de Robertmiller es 13,7. Tiene 5 km de diámetro y su albedo se estima en 0,288.